# Discrete groep
In de meetkundige groepentheorie, een deelgebied van de wiskunde, is een discrete groep een groep {\displaystyle G}, die met de discrete topologie is uitgerust. Dat betekent dat bij ieder element een omgeving bestaat die geen andere elementen bevat. Equivalent daarmee is dat het neutrale element een geïsoleerd punt is. Met deze topologie wordt {\displaystyle G} een topologische groep. Een discrete ondergroep van een topologische groep {\displaystyle G} is een ondergroep {\displaystyle H}, waarvan de relatieve topologie de discrete is. De gehele getallen {\displaystyle \mathbb {Z} }, vormen bijvoorbeeld een discrete ondergroep van de reële getallen, {\displaystyle \mathbb {R} }, maar de rationale getallen {\displaystyle \mathbb {Q} }, niet.